# Marian Eleganti
Marian Eleganti OSB, né Eugen Eleganti le 7 avril 1955 à Uznach dans le canton de Saint-Gall, est un prêtre catholique suisse théologien et évêque auxiliaire émerite du diocèse de Coire depuis le 15 février 2021. De 1999 à 2009 il a été abbé de l'abbaye de Saint Otmarsberg.

## Biographie
Eugen Eleganti naît et grandit à Uznach dans le canton de Saint-Gall. Après sa scolarité obligatoire, il étudie au gymnase bénédictin d'Einsiedeln où il obtient sa maturité. En 1974 il entre dans l'ordre religieux des bénédictins à l'abbaye d'Einsiedeln où il prononce ses vœux en 1975. Il prend alors le nom religieux de David.
Toutefois, il quitte le monastère une année plus tard et se rend à Rome dans une communauté nouvelle ad experimentum, la Famille de Marie fondée par l'Autrichien Joseph Seidnitzer (de), un personnage sulfureux, condamné trois fois à de la prison entre 1950 et 1960 pour des abus sexuels en série sur des adolescents qu’il saoulait. La communauté est également mise en cause de nombreuses dérives sectaires. À Rome, il poursuit ses études et étudie la théologie catholique à l'université pontificale du Latran. En 1978, il part à Innsbruck pour devenir gestionnaire de la communauté. En 1990, il quitte cette communauté après être entré en conflit ouvert avec Joseph Seidnitzer (de) sur ses pratiques sectaires. À propos de son appartenance à cette communauté de prêtres il dit par la suite : « Je sais combien il est facile de se perdre lorsqu'on recherche la vérité ». Il quitte cette communauté en 1998. 
En 1990, il rentre à l'abbaye de Saint Otmarsberg où il prend alors le nom religieux de Marian. En 1994, après plusieurs interruptions, il achève finalement ses études de théologie à l'université de Salzbourg. Le 2 octobre 1994, il fait profession de foi. Le 16 novembre 1994, il est ordonné diacre par Otmar Mäder. Il est ordonné prêtre le 23 juin 1995 par Ivo Fürer, évêque de Saint-Gall.
En 2003, il entreprend à l'université de Salzbourg une thèse sur le concept de vérité chez Romano Guardini. Il obtient son doctorat summa cum laude.
En 2009, il se prononce en faveur de l'initiative populaire « Contre la construction de minarets ».

### Abbatiat

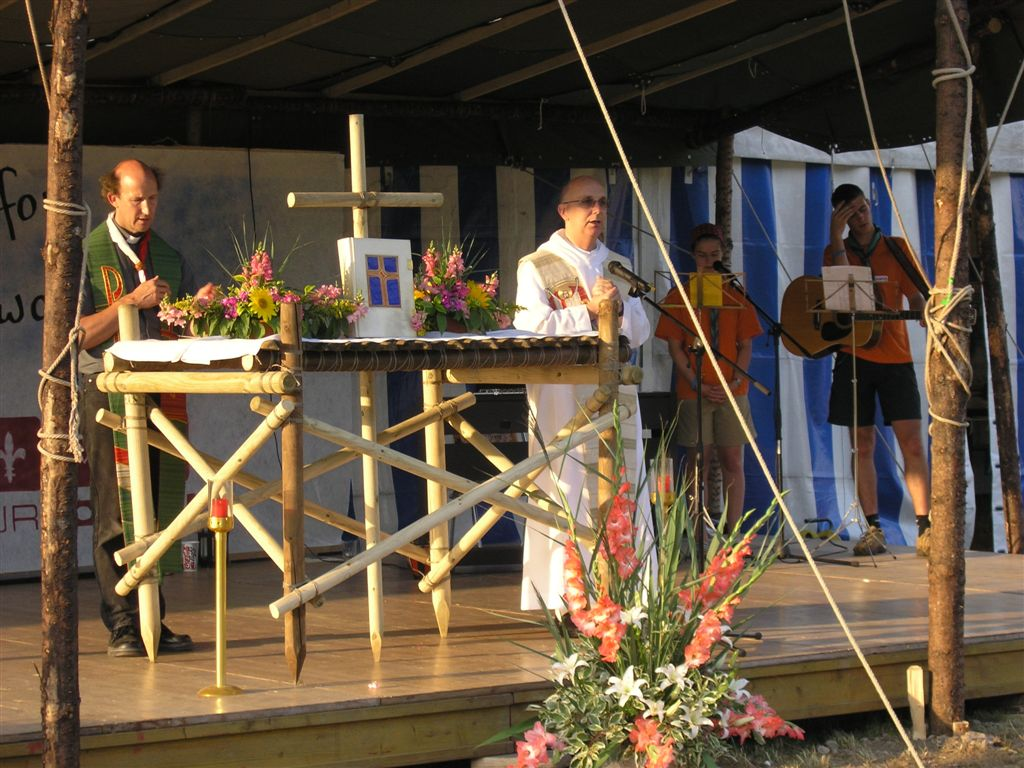
L'abbé Marian Eleganti en 2006

Le 15 juillet 1999 le chapitre des moines de l'abbaye bénédictine de Saint-Otmarsberg l'élit Père-Abbé de la plus jeune abbaye de Suisse. Il en devient le deuxième Père-Abbé en succédant à Ivo Auf der Maur (de). Le 19 août 1999, il reçoit la bénédiction abbatiale des mains de l'évêque diocésain Ivo Fürer.

### Épiscopat
Le 7 décembre 2009, le pape Benoît XVI le nomme évêque titulaire de Lamdia et évêque auxiliaire de Coire. La consécration épiscopale a lieu le 31 janvier 2010 à la cathédrale Notre-Dame-de-l'Assomption de Coire. Il est ordonné par l'évêque diocésain Vitus Huonder. Les évêques co-consécrateurs sont l'archevêque Francesco Canalini, alors nonce apostolique en Suisse et au Liechtenstein, ainsi que l'évêque émérite de Coire Amédée Grab OSB.
À partir du 31 janvier 2010, il prend en charge ses fonctions et responsabilités. Depuis le 1er février 2010, il est vicaire général chargé de la pastorale, de l'administration et de la représentativité du vicariat général des cantons de Zurich et Glaris.
De 2011 à mars 2019, au même titre que Denis Theurillat ou Alain de Raemy, il est chargé de la jeunesse pour la partie germanophone et italophone de la Suisse au sein de la conférence des évêques suisses.
Du 23 février 2011 au 1er juillet 2014, il succède à Ernst Fuchs au poste de recteur du séminaire de Saint-Lucius à Coire.
À partir du 7 avril 2011, il est vicaire épiscopal pour les communautés religieuses et monastiques, ainsi que la formation et les études philosophiques et théologiques et pour la formation continue des aumôniers. Le 15 février 2021, il prend sa retraite.

### Autres
Marius Eleganti est chapelain conventuel honoraire de l'association suisse de l'ordre souverain de Malte de 2012 à 2018, et quitte l'ordre de Malte en 2021.
Le 3 mars 2012, il devient membre de l'Académie européenne des sciences et des arts dans la catégorie VII : religions du monde.

## Sources
- (de) Cet article est partiellement ou en totalité issu de l’article de Wikipédia en allemand intitulé « Marian Eleganti » (voir la liste des auteurs).